# Walter Pedraza Morales
Walter Fernando Pedraza Morales (Soacha, Cundinamarca, 27 de novembre de 1981) és un ciclista colombià, professional des del 2006. Actualment corre a l'equip GW Shimano.
En el seu palmarès destaquen sobretot els dos campionats nacionals en ruta de 2005 i 2013.

## Palmarès
- 2005
  -  Campió de Colòmbia en ruta
  - Vencedor d'una etapa a la Volta a Colòmbia
- 2006
  - Vencedor d'una etapa a la Volta a Colòmbia
- 2007
  - Vencedor d'una etapa a la Volta al Táchira
  - Vencedor d'una etapa a la Volta per un Xile Líder
- 2009
  - Vencedor d'una etapa a la Volta als Pirineus
- 2011
  - Vencedor d'una etapa a la Volta a Colòmbia
- 2013
  -  Campió de Colòmbia en ruta
  - Vencedor d'una etapa a la Volta al Món Maia
- 2014
  - Vencedor d'una etapa a la Tour de Brasil-Volta de l'Estat de São Paulo

### Resultats a la Volta a Espanya
- 2008. 85è de la classificació general
- 2015. 136è de la classificació general